# Comuna Slatina, Suceava
Slatina este o comună în județul Suceava, Moldova, România, formată din satele Găinești, Herla și Slatina (reședința). Pentru municipiul din județul Olt, vedeți Slatina.
Slatina este o comună în județul Suceava, Moldova, România, formată din satele Găinești, Herla și Slatina (reședința). Se află pe malul râului Suha Mică, la poalele Munților Stănișoarei.
Până la reforma administrativă din 1950 a făcut parte din județul Baia.

## Obiective turistice
- Mănăstirea Slatina - complex mănăstiresc ctitorit între anii 1553-1564 de domnitorul Alexandru Lăpușneanu

## Demografie
Componența etnică a comunei Slatina
     Români (89,6%)
     Alte etnii (10,4%)
Componența confesională a comunei Slatina
     Ortodocși (86,54%)
     Creștini de rit vechi (1,22%)
     Alte religii (1,76%)
     Necunoscută (10,48%)
Conform recensământului efectuat în 2021, populația comunei Slatina se ridică la 4.837 de locuitori, în creștere față de recensământul anterior din 2011, când fuseseră înregistrați 4.821 de locuitori. Majoritatea locuitorilor sunt români (89,6%). Din punct de vedere confesional, majoritatea locuitorilor sunt ortodocși (86,54%), cu minorități de creștini de rit vechi (1,22%) și altele (1,53%), iar pentru 10,48% nu se cunoaște apartenența confesională.

## Politică și administrație
Comuna Slatina este administrată de un primar și un consiliu local compus din 15 consilieri. Primarul, Vasile Gherman[*], de la Partidul Social Democrat, este în funcție din 2016. Începând cu alegerile locale din 2024, consiliul local are următoarea componență pe partide politice:
|  | Partid                   | Consilieri | Componența Consiliului | Componența Consiliului | Componența Consiliului | Componența Consiliului | Componența Consiliului | Componența Consiliului | Componența Consiliului | Componența Consiliului | Componența Consiliului | Componența Consiliului | Componența Consiliului | Componența Consiliului | Componența Consiliului | Componența Consiliului | Componența Consiliului |
|  | ------------------------ | ---------- | ---------------------- | ---------------------- | ---------------------- | ---------------------- | ---------------------- | ---------------------- | ---------------------- | ---------------------- | ---------------------- | ---------------------- | ---------------------- | ---------------------- | ---------------------- | ---------------------- | ---------------------- |
|  | Partidul Social Democrat | 15         |                        |                        |                        |                        |                        |                        |                        |                        |                        |                        |                        |                        |                        |                        |                        |

## Imagini

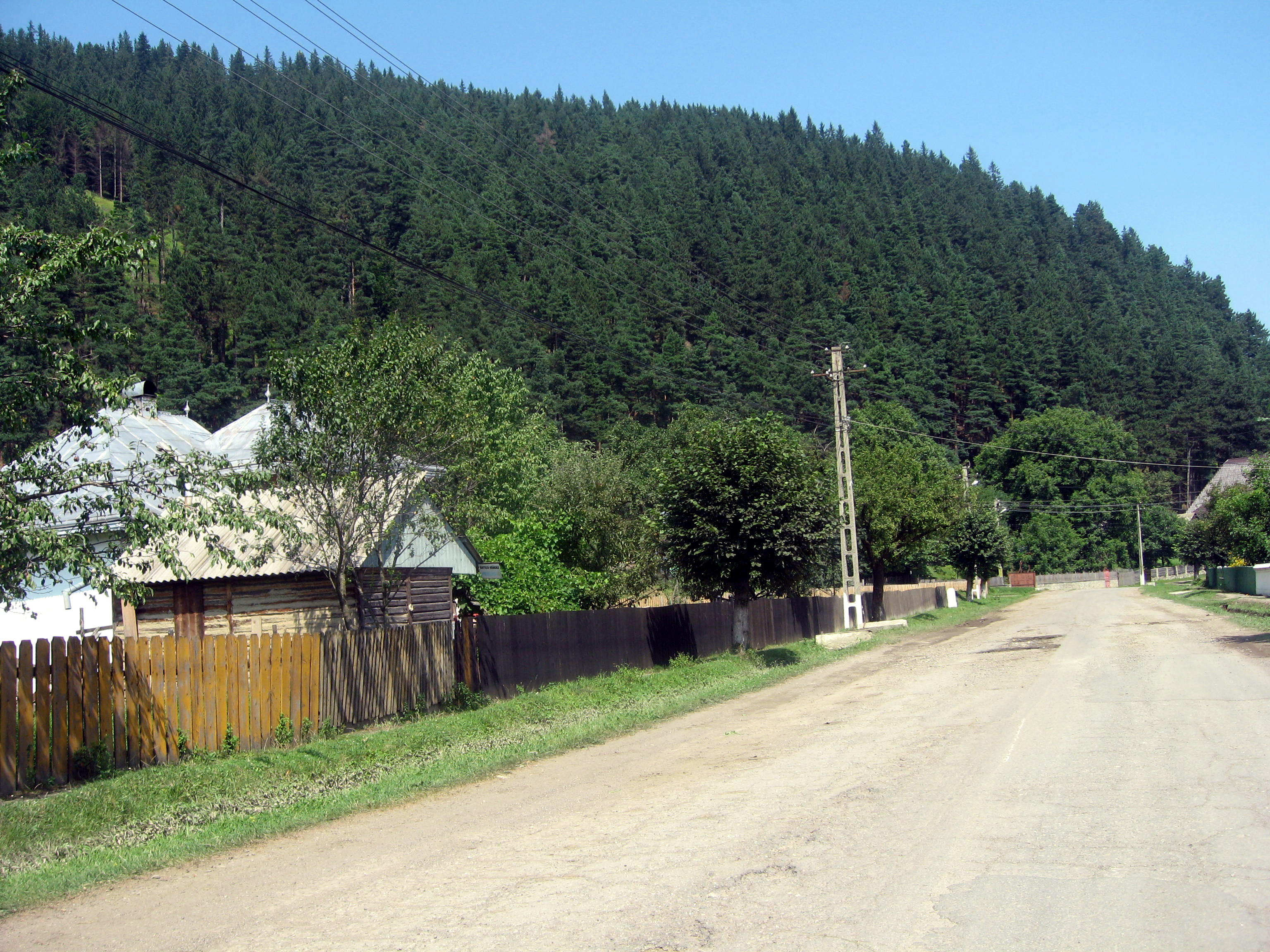
Satul Slatina
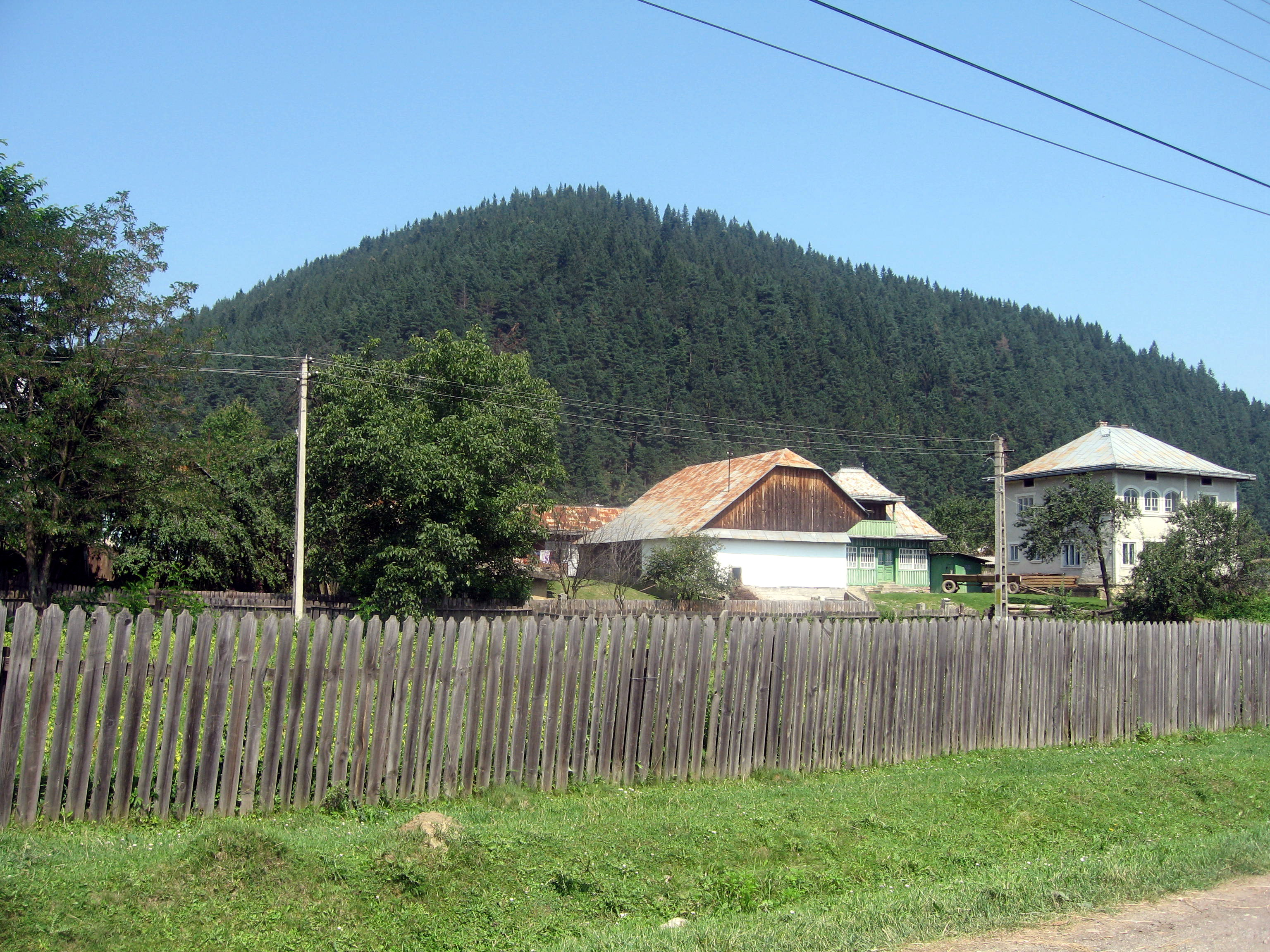
Satul Slatina
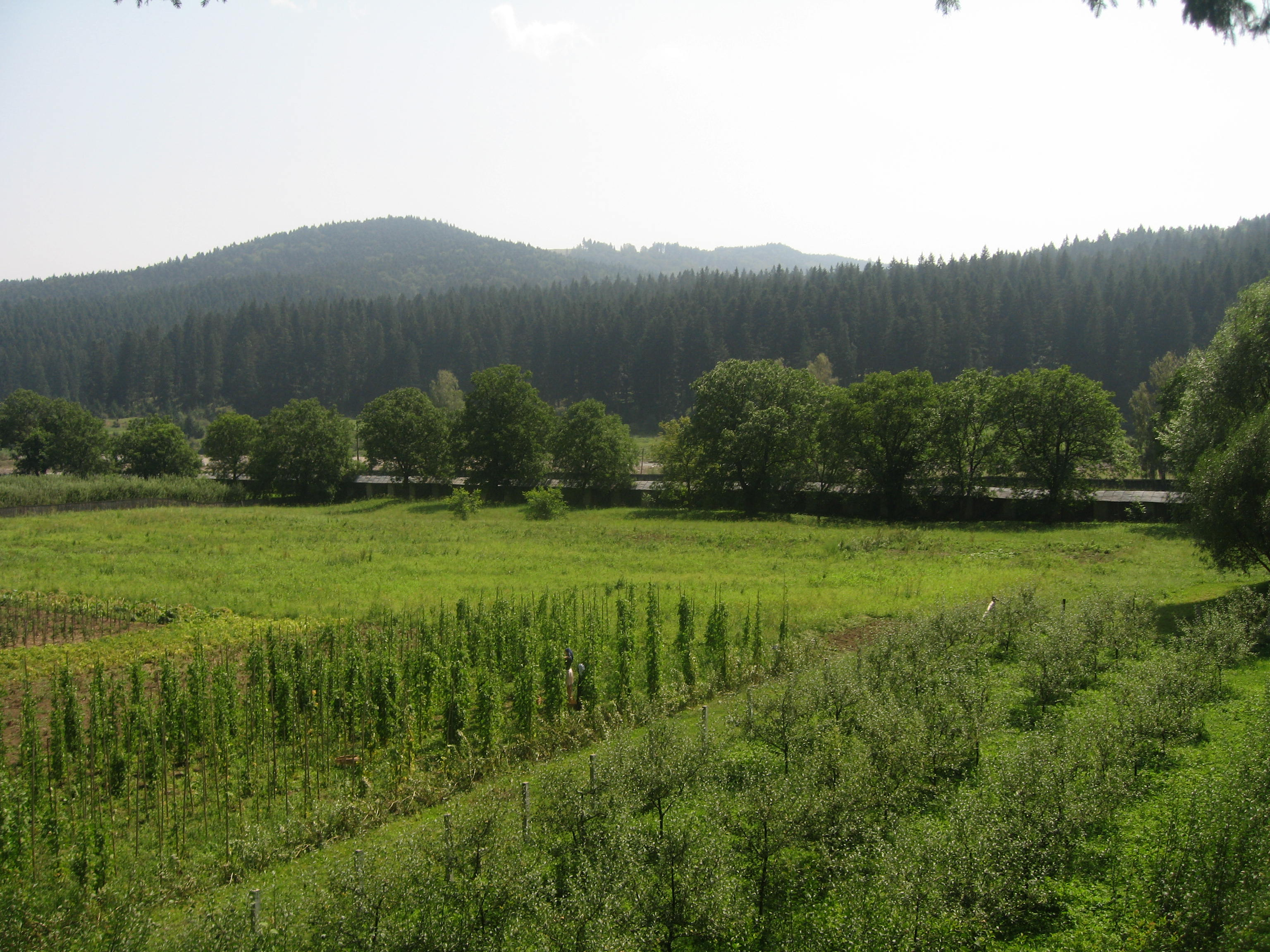
Vedere a văii râului Suha Mică de la Mănăstirea Slatina
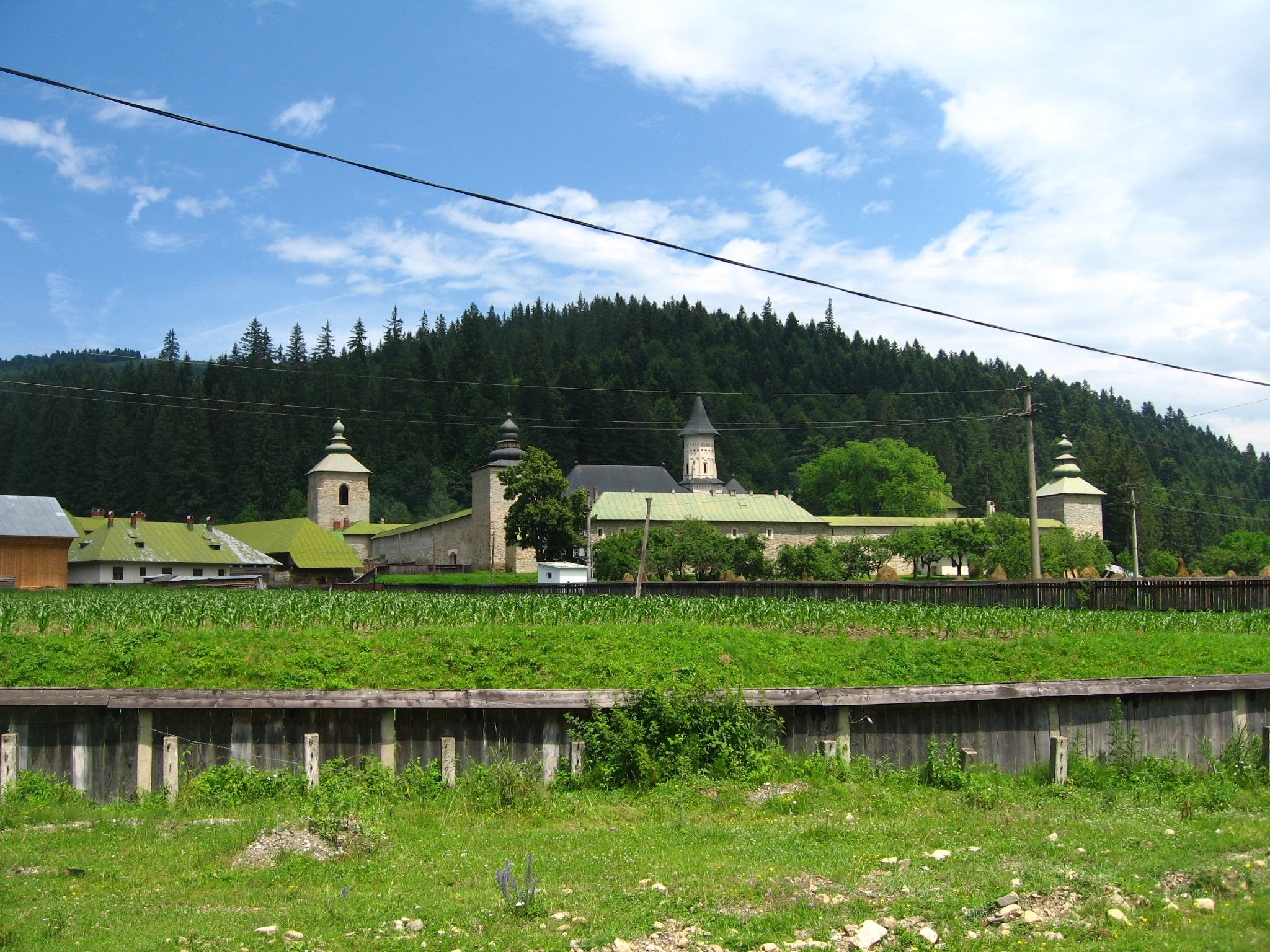
Mănăstirea Slatina